# Monteforti
Monteforti (o Monteforte) è stata una frazione del comune di Santa Luce, in provincia di Pisa, oggi completamente disabitata.
Un tempo rinomato centro agricolo, Monteforti sorge ai bordi di un rilievo collinare assai elevato, a ridosso di ampie macchie mediterranee ricche di legname. Dagli anni settanta del XX secolo è completamente disabitato. La strada che vi porta è in pessimo stato e può essere percorso solo da mezzi adeguati.
Del borgo oggi rimane la strada principale ed i resti del santuario dedicato alla Beata Vergine Maria, eretto in stile barocco tra XVII e XVIII secolo. Fino al secondo dopoguerra era meta di pellegrinaggio e luogo di importanti festività mariane. Da alcuni anni si organizzano processioni il 13 maggio (ricorrenza della Madonna di Fátima) a piedi in occasione della festa della Madonna nella speranza di poter avviare qualche azione di conservazione del borgo, messo a rischio dal carattere franoso del colle su cui sorge.